# Station Le Lioran
Station Le Lioran is een spoorwegstation in de Franse gemeente Laveissière.